# 青龙湖镇
青龙湖镇，是中华人民共和国北京市房山區下辖的一个乡镇级行政单位。中国原子能科学研究院在坨里村设有科研基地。

## 行政区划
青龙湖镇下辖以下地区：
京煤集团化工厂社区、京强水泥厂社区、晓幼营村、西石府村、常乐寺村、北四位村、南四位村、焦各庄村、小苑上村、青龙头村、崇各庄村、豆各庄村、庙耳岗村、辛庄村、芦上坟村、大苑村、北刘庄村、大马村、小马村、果各庄村、西庄户村、岗上村、坨里村、上万村、北车营村、辛开口村、漫水河村、南观村、口头村、沙窝村、大苑上村、马家沟村、水峪村和石梯村。